# Мещерский, Григорий Фёдорович
Князь Григорий Фёдорович Мещерский — русский военный и государственный деятель эпохи Ивана Грозного, полковой и городовой воевода, дипломат. 

## Биография
Единственный сын князя Фёдора Григорьевича Мещерского. Помещик и вотчинник Можайского уезда, по вотчине прозванный Могилевским.

Рано остался без отца. Рос под опекой дяди, князя Юрия Григорьевича Мещерского.

### Казанские походы
Перед началом зимнего похода царя Ивана Грозного на Казань был послан с князем Фёдором Ивановичем Кашиным в Нижний Новгород охранять подготовленные к походу запасы сена на случай возможного нападения казанских людей (с 1 октября 1549). Во время похода — дворянин, есаул у царя и великого князя (январь—февраль 1550). После завершения похода послан воеводой в Муром с боярином князем Иваном Ивановичем Пронским и князем Юрием Ивановичем Кашиным (9 мая 1550). Вместе с другими муромскими воеводами был «по крымским вестям» в сходе с царским полком на Коломне (июль 1550). 

Вошел в «избранную тысячу» лучших слуг, которым должны были быть даны поместья под Москвой (октябрь 1550). В Тысячной книге — сын боярский 2-й статьи по Можайску . Воевода в Карачеве (22 марта—9 мая 1551). В Дворовой тетради (ноябрь 1551) — сын боярский по Можайску.

Участвовал в третьем походе на Казань (июнь-октябрь 1552). В начале осады города назначен одним из трех голов у дворян царского полка (22 августа 1552). При штурме Казани стоял на Ногайской дороге во главе сотни дворян царского полка вместе с полком старицкого боярина князя Юрия Андреевича Оболенского (1—2 октября 1552). На обратном пути до Нижнего Новгорода был воеводой Сторожевого полка с князем Иваном Ивановичем Кашиным в составе конной рати, шедшей от Казани по горной стороне.
Воевода в Свияжске с боярином Иваном Петровичем Фёдоровым, Афанасием Андреевичем Бутурлиным и Андреем и Василием Васильевичами Коробовыми (до 9 мая 1556). В июне-августе 1558 года по «крымским вестям» на берегу воевода в Передовом полку с окольничим князем Дмитрием Семёновичем Шестуновым. С 11 марта 1559 года на берегу воевода в полку Левой руки с боярином князем Петром Андреевичем Булгаковым и князем Федором Ивановичем Троекуровым. С берега Оки полк выдвинулся за Дедилов, на реку Шиворону, против появившейся в районе Мечи орды калги Мехмед-Гирея. После отхода крымцев обратно в степь, послан воеводой в Путивль с князем Федором Ивановичем Троекуровым (23 августа 1559) .

### Ливонская война
В феврале 1560 года назначен воеводой полка Левой руки в войско князя Андрея Михайловича Курбского, посланное в Ливонию, но позже оставлен с полком в Красном. В июле 1560 года в походе войска князя Ивана Федоровича Мстиславского на Вильян был воеводой в полку Левой руки с боярином Иваном Петровичем Яковля. Под началом Ивана Петровича Яковля ходил набегом от Вильяна на посады Пернова, Апсла и под Колывань, где ими был разбит выступивший из Ревеля немецкий отряд. Позднее участвовал в неудачной осаде Пайды (сентябрь—18 октября 1560).

В походе князя Петра Андреевича Булгакова на ливонские города, захваченные польским королем (лето 1561), был воеводой в полку Правой руки с князем Григорием Андреевичем Булгаковым.

С началом Полоцкой войны был направлен в Новгород-Северский. В конце марта 1562 года во главе полка выступил из Стародуба и воевал окрестности Могилева, Чечерска и Пропойска. При столкновении с отрядом Филона Кмиты потерпел поражение под Черниговом..

В 1563—1566 годах наместник в Путивле, в то время последнем русском городе на пути в Крымское ханство. Контролировал южную границу государства: следил за действиями крымцев, принимал крымских купцов и послов, провожал русских послов в Крым. В 1566—67 годах во главе отряда из двух сотен дворянской конницы и полка стрельцов оборонял строящуюся крепость на Уле.

Летом 1568 года второй воевода передового полка «на берегу» с боярином Иваном Петровичем Яковлевым. В войске, посланном для отражения набега набега крымских царевичей Адиль-Гирея и Казы-Гирея на рязанские места, — второй воевода большого полка с боярином Иваном Петровичем Яковлевым. Летом 1570 года четвертый воевода передового полка «на берегу», в Серпухове, с боярином князем Михаилом Ивановичем Воротынским.

### Посольство в Польшу
10 января 1571 года выехал в Варшаву в составе посольства князя Ивана Магметовича Канбарова от Ивана Грозного к Сигизмунду II. В документах именовался «наместником муромским». В посольство также входили князь Григорий Васильевич Путятин и дьяк Петр Протасьев. Послы должны были получить от короля подтверждение договора о трехлетнем перемирии, заключенного в 1570 году по итогам посольства пана Яна Скротошина, пана Миколая Талваша, Рафала Злешни и Ондрея Иванова в Москву. Кроме того им поручалось собрать сведения о настроениях в Польше и Литве, узнать о сношениях короля с другими государствами, в выгодном для царя свете рассказать об опричнине и о казнях в Москве, Новгороде и Пскове, а также выяснить судьбу князя Курбского и других изменников. После смерти князя Канбарова (конец января—начало февраля) возглавил посольство. Послы прибыли в Варшаву (26 апреля), были приняты королем (2 и 8 мая), и 29 июня возвратились в Москву. Они привезли подтвержденный договор и разнообразные сведения, в частности, что «король хвор и бездетен, он отказывается от престола, а обе рады, польская и литовская, желают или самого московского государя, или царевича себе королем»

### Черемисская война
1 декабря 1571 года, перед походом царя Ивана Васильевича в Ливонию, вместе с князем Василием Тюфякиным послан в Казань собирать в поход казанских князей, татар, черемису и мордву. В зимнем походе царя Саинбулата Бекбулатовича к Орешку воевода передового полка с боярином Михаилом Яковлевичем Морозовым. 

В связи с началом Второй черемисской войны послан воеводой в Чебоксары с князем Петром Ивановичем Татевым. Зимой 1572—1573 годов с отрядом из Чебоксар участвовал в казанском походе боярина князя Никиты Романовича Одоевского. Воевода в Чебоксарах с князем Фёдором Михайловичем Троекуровым (1573—1574). В 1573 году успешно местничал с князем Троекуровым.

### Опала
О событиях 1575 года Московский летописец пишет: 

Потом царь и великий князь Иван Васильевичь всеа Русии мнети почал на сына своего царевича Ивана Ивановича о желании царьства и восхоте поставити ему препону, нарек на великое княжение царя Семиона Бекбулатова. Елицы же супротив сташа, глаголюще: «Не подобает, государь, тебе мимо своих чад иноплеменника на государство поставляти». И на тех возъяряся, казнил ноугородцкого архиепископа Леонида, чюдовскаго архимандрита Еуфимия, арханъгильского протопопа Ивана посадил в воду, боярина князя Петра Андреевича Куракина, стольника Протасья Васильевича Юрьева, окольничих Ивана Андреевича Бутурлина, Никиту Васильевича Бороздина и дворян князя Григорья Мещерского, диаков Семена Мишурина, Дружину Володимерова казнили на площади под колоколы
.

В 1582 году продал в Новодевичий монастырь приданую вотчину своей жены Орины, вдовы князя Ивана Дмитреевича Щепина Оболенского, деревню Пьянково в Оболенском узде.. В помяннике Новодевичьего монастыря поминался 17 ноября, на Григория Чюдотворца, как инок Герасим.. Скончался, не оставив после себя потомства

## Комментарии
1. ↑  Сведение основано на неоднозначной интерпретации единственного источника и требует подтверждения
2. ↑  Из-за ошибки писца в популярной литературе бытует заблуждение, что князь Григорий Фёдорович был воеводой на Туле.
3. ↑  В Синодике опальных упомянуты как казненные все лица, названные летописцем, кроме князя Григория. Вероятно, казнен не был, но попал в опалу.